# M.G.P.
M.G.P. war eine französische Automarke.

## Unternehmensgeschichte
Das Unternehmen Automobiles Jean Margaria aus Saint-Cyr-sur-Morin begann 1912 mit der Produktion von Automobilen, die als M.G.P. vermarktet wurden. Im gleichen Jahr endete die Produktion bereits wieder.

## Fahrzeuge
Das einzige Modell war der 12 CV. Für den Antrieb sorgte ein Vierzylindermotor mit 2300 cm³ Hubraum.